# Dieter Seefranz
Dieter Seefranz (* 12. April 1941; † 28. September 1983 in Wien) war ein österreichischer Fernsehmoderator und Sportjournalist.

## Leben
Dieter Seefranz war promovierter Jurist. Einer breiten Öffentlichkeit in Österreich wurde er als Moderator der FS-1-Nachrichtensendung Zehn vor Zehn, später Zeit im Bild 2, als Gastgeber des Club 2 und als Buchautor bekannt. Ebenfalls moderierte er öfter die Sendung „Sport-ABC“. Er wurde nach einer der denkwürdigsten Ausgaben des Club 2 am 9. August 1979 unter dem Titel Was ist los mit der Jugendkultur? von der damaligen ORF-Führung unter Otto Oberhammer mit einem Sendeverbot belegt. Der Grund: die eingeladene Punksängerin Nina Hagen führte während der Live-Sendung Masturbationstechniken vor, was zu wochenlangen, heftigen Diskussionen in der Öffentlichkeit führte.
1980 verließ er den ORF. Danach tauchte er in kleineren Rollen in Kinofilmen auf. So spielte er in Neon (1980) von Gerhard Kleindl einen Taxifahrer und in Den Tüchtigen gehört die Welt (1982) von Peter Patzak einen Fernsehansager. Im März 1983 kehrte er aber wieder als Nachrichtenmoderator der ZIB 2 in den ORF zurück. Seine letzte Sendung Zehn vor Zehn moderierte er am 30. Juli 1983.
Robert Hochner, der spätere Anchorman der Zeit im Bild 2, bezeichnete Seefranz kurz vor seinem Tod im Jahr 2001 in einem Interview mit der Wiener Stadtzeitung Falter als eines seiner journalistischen Vorbilder.
Seine letzte Ruhestätte befindet sich auf dem Sieveringer Friedhof (18-3-9) in Wien.

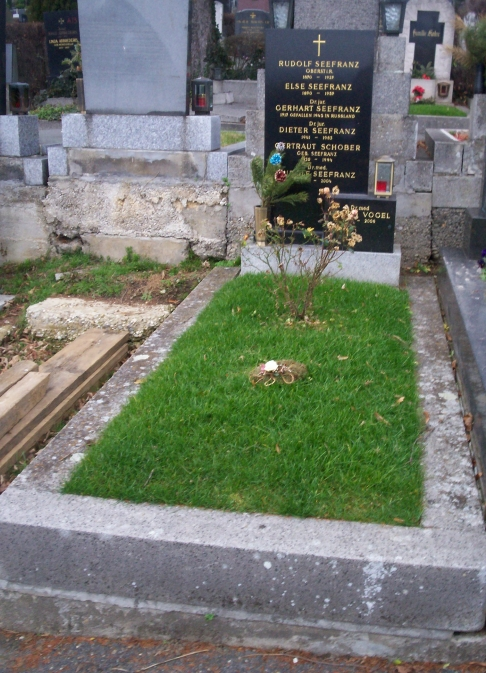

## Auszeichnungen
- 1974 Goldene Kamera

## Publikationen
- Der weiße Rausch. Vom Skisport in Österreich. Wien 1976.